# تودور واچز
تودور واچز (انگلیسی: Tudor Watches) شرکت ساعت‌سازی سوئیسی است، که در سال ۱۹۲۶ توسط هانس ویلسدروف تأسیس شد.

## تاریخچه

### شروع کار
در سال ۱۹۲۶ نام تجاری The Tudor توسط شرکت ساعت‌سازی Veuve de Philippe Huther به نمایندگی از هانس ویلسدورف (بنیان‌گذار رولکس) ثبت شد و تقریبا از سال ۱۹۳۲ بود که ساعت‌هایی با نام تودور تولید شدند و در نهایت در ۱۹۳۶ هانس ویلسدورف تودور را به طور کامل تصاحب کرد و درست ده سال بعد کمپانی Montres TUDOR SA را ثبت نمود.